# Erwin Blask
Erwin Blask (Polonia, 20 de marzo de 1910-6 de febrero de 1999) fue un atleta alemán de origen polaco, especialista en la prueba de lanzamiento de martillo en la que llegó a ser subcampeón olímpico en 1936.

## Carrera deportiva
En los JJ. OO. de Berlín 1936 ganó la medalla de plata en el lanzamiento de martillo, llegando hasta los 55.05 metros, siendo superado por su compatriota el también alemán Karl Hein y por delante del sueco Fred Warngård (bronce).